# Hydriomena coronata
Hydriomena coronata là một loài bướm đêm trong họ Geometridae.